# Дипропилтриптамін
N,N-Дипропилтриптамін (DPT, також відомий як «Світло») являє собою психоделік, що належить до сімейства триптамінів, вперше описаний у 1973 році. Він перебуває або у вигляді кристалічної гідрохлоридної солі, або у вигляді маслянистої чи кристалічної основи. Це близький структурний гомолог диметилтриптаміну. У природному середовищі речовину виявлено не було.
Частими фізичними ефектами є нудота, оніміння язика або горла і розширення зіниць.

## Фармакологія
Дослідження на гризунах показали, що ефективність, з якою селективний антагоніст 5-НТ2А-рецепторів блокує поведінкові дії цієї сполуки, вказує на те, що рецептор 5-НТ2А є важливою ділянкою дії DPT, але модулююча дія 5-НТ2А антагоніста рецептора також передбачає опосередкований 5-HT2A компонент для дій DPT.

## Хімія
DPT змінює колір реактиву Ерліха на фіолетовий і змушує стати жовтим реактив Марки.

## Психоделічні властивості
Хоча дипропилтриптамін хімічно подібний диметилтриптаміну (DMT), його психоделічні ефекти помітно відрізняються.
Найбільш помітними особливостями досвіду DPT є підвищене значення або інтенсивність музики, кольори набувають нову інтенсивність або зовнішній вигляд, тіло може мати шум або вібраційне відчуття, приємне відчуття тепла, повна втрата его, поява облич.
Хоча іноді бачать інші явища під впливом DPT, перспектива більше схожа на оглядача або спостерігача, на відміну від більш особистого контакту з реальним почуттям, про який повідомляється у звітах про психоделічні ефекти DMT.
Людина, що вжила DPT, може відчувати почуття переживання життя іншої людини або мати всі можливі переживання одночасно. Можливий досвід бачити Всесвіт з різних місць в просторі і часі.

### Побічні ефекти
Негативні побічні ефекти пов'язані з вживанням людиною цього препарату можуть включати: збільшення частоти серцевих скорочень, запаморочення і нудоту. Існує випадок однієї смерті, пов'язаний з вживанням DPT, який, мабуть, був результатом нападу, спричиненого препаратом. Дозування, що використовував загиблий, було невідоме, однак препарат ніколи не був відомий як такий, що заподіює шкоду при звичайних дозах, тому будь-яка смертність може вважатися наслідком масивного передозування.

## Правовий статус

### Велика Британія
DPT — препарат класу А у Великій Британії, що робить його незаконним для володіння та розповсюдження.

### США
DPT не заборонений на федеральному рівні в Сполучених Штатах, але він може вважатися аналогом 5-MeO-DiPT, DMT або DET, і, в цьому випадку, за покупку, продаж або володіння ним можна бути притягнутим до судової відповідальності, у відповідності з Федеральним законом про аналоги.

### Швеція
DPT є незаконним у Швеції, станом на 26 січня 2016 року.